# Нагуевский, Дарий Ильич
Да́рий Ильи́ч Нагуевский  (26 октября [7 ноября] 1845, Орлово, Подольская губерния — 1918, Москва) — русский филолог, заслуженный профессор римской словесности.

## Биография
Родился 26 октября (7 ноября) 1845 года в селе Орлово, Балтского уезда Подольской губернии, в дворянской семье.
Получив воспитание дома, в 1860 году сдавал экзамены в III класс Немировской гимназии, но не поступил туда, и в следующем 1861 году, был принят в IV класс 1-й Киевской гимназии. Здесь, под руководством известных латинистов — профессора университета святого Владимира и директора гимназии Дэллена, инспектора Ростовцева и филолога Андрея Иванова он получил солидную подготовку по предмету своей будущей специальности — латинскому языку. Окончив в 1866 году гимназию, в том же году поступил на историко-филологический факультет Новороссийского университета. Изучал классическую филологию под руководством профессоров В. Н. Юргевича и др.
В 1870 году за сочинение «Разбор исследования О. Риббека „Der echte und unechte Juvenal“» был удостоен золотой медали и утверждён кандидатом университета. Выдержав особое испытание на учителя гимназии, он был назначен 21 августа 1870 года преподавателем латинского языка в рижскую Александровскую гимназию, где позже преподавал также географию. В Риге, с 1875 года, он также преподавал эти предметы в женской Ломоносовской гимназии. В декабре 1875 года сдал в Новороссийском университете магистерские экзамены, в 1876 году защитил в Харьковском университете диссертацию «Первая сатира Ювенала» и 9 мая был утверждён в степени магистра римской словесности. В 1881 году получил звание заслуженного преподавателя гимназии, а 27 мая 1883 года защитил в Дерптском университете докторскую диссертацию «De Juvenalis vita observationes» и 18 июня был выбран на должность ординарного профессора кафедры римской словесности Казанского университета.
С 1871 года, преимущественно в «Рижском вестнике», стали печататься его научно-популярные и музыкально-критические статьи.
В Казанском университете Нагуевский не только читал теоретические курсы, но и проводил практические занятия, для которых по его инициативе при историко-филологическом факультете в 1885 году была создана специальная библиотека классической филологии. В 1886 году факультет избрал его заведующим созданного при университете нумизматического музея. В 1887 и 1888 годах по поручению факультета он также читал лекции на вакантной кафедре теории и истории искусств. В 1892 году временно исправлял должность казанского отдельного цензора. С 1896 года также преподавал латинский язык в Ксениинской гимназии.
С 28 декабря 1888 года — действительный статский советник. В 1887 году за учёные заслуги (al merito scientifico) был избран почётным профессором итальянского академического института Гумберта I в Ливорно. Был членом нескольких учёных обществ, в том числе нумизматических — московского и краковского.

## Награды
- орден Св. Анны 2-й ст. (1884)
- орден Св. Владимира 3-й ст. (1895)
- орден Св. Станислава 1-й ст. (1899)

иностранный
- орден Льва и Солнца 3-й ст. (1892)

## Сочинения
- Характер и развитие римской сатиры. — Рига, 1872
- Римская сатира и Ювенал. — Митава, 1879
- Первая сатира Ювенала (Рига, 1875; 2-е изд., Казань, 1885) — магистерская диссертация
- «De Juvenalis vita observationes» (Рига, 1883) — докторская диссертация
- «О популяризации сведений по классической древности» (Воронеж, 1884)
- О последних раскопках на римском Форуме. — Казань: тип. Губ. правл., 1886
- Критические замечания к третьей сатире Ювенала. — Воронеж: тип. В. И. Исаева, 1886
- Третья сатира Ювенала. — Казань: тип. Казан. ун-та, 1887
- О жизнеописании Ювенала. — Казань, 1887
- О рукописях, схолиях и изданиях Ювенала. — СПб., 1888
- Основы библиографии по истории римской литературы. — Казань, 1889
- Библиография по истории римской литературы в России, с 1709 по 1889 г. — Казань, 1889
- Обозрение персидских монет. — Казань, 1892
- Обозрение медалей и монет Екатерининской эпохи, хранящихся в Нумизматическом музее Казанского университета / Сост. дир. Музея Д. И. Нагуевский, проф. Казан. ун-та. — Казань: Типо-лит. Ун-та, 1896. — 34 с.
- К биографии профессора Казанского университета П. А. Цеплина: (1804—1807; 1813—1819 гг.): Из отчета о командировке в С.-Петербург и Ригу в 1896 г. — Казань: типо-лит. Ун-та, 1897
- Казанская гимназия накануне основания Казанского университета. (1804—1805 гг.) — Казань: типо-лит. Ун-та, 1900. — 75 с.
- О древнейшей «советской повестке» Казанского университета. — Казань: типо-лит. Ун-та, 1902
- Остия гавань Рима. — Казань: типо-лит. Ун-та, 1903
- Академический словарь латинского языка = (Thesaurus linguae latinae Academiarum quinque germanicarum) : Критико-библиогр. заметка Д. Нагуевского. — Казань: типо-лит. Ун-та, 1904
- Очерк развития Библиотеки классической филологии при Историко-филологическом факультете Казанского университета (1887—1907 гг.) — Казань: типо-лит. Ун-та, 1906
- Из жизни музеев. — Казань: типо-лит. Ун-та, 1906
- История римского Форума и его памятники / Изд. по новейшим исслед. Д. Нагуевский, проф. Казан. ун-та. — Казань: типо-лит. Ун-та, 1907. — 154 с., 7 л. ил.
- Петр Великий в Карлсбаде в 1711 и 1712 гг.: Ист. очерк Д. Нагуевского. — Рига: Ионк и Полиевский, 1909
- История римской литературы Т. 1—2. — Казань: типо-лит. Ун-та, 1911—1915

учебные издания латинских классиков с примечаниями:
- «Избранные сатиры Горация» (2-е изд., Рига, 1885)
- «Энеида Вергилия» (кн. I—III, Казань, 1886; кн. IV—XII, Казань, 1885—1891)
- стихотворный перевод Энеиды (М., 1888; вместе с Фетом)
- П.Вергилий Марон. Энеида. Песнь I (объяснил Д.Нагуевский). — Царское Село, 1890
- «Вергилий и его эклоги. Очерки из истории римской поэзии» (Ч. I, Казань, 1895)
- Краткий практический курс латинского языка (этимология, синтаксис, упражнения, хрестоматия, словарь) преимущественно для Высших женских курсов и для самообучения в объеме требований для чтения Корн. Непота, Цезаря, Саллюстия, Овидия. — Казань: кн. маг. М. А. Голубева, 1912

Печатался в журнале А. А. Хованского «Филологические записки».